# ベル 412
ベル 412
ヘリ・オーストリアのベル 412
- 用途：汎用ヘリコプター
- 製造者：ベル・ヘリコプター・テキストロン
- 運用者：#運用国
- 運用開始：1981年
- 運用状況：現役
- 派生型： UH-2

ベル 412（英語: Bell model 412）はベル・ヘリコプター・テキストロン社が開発した汎用ヘリコプター。ベル・エアクラフト社のベル 212の発展型である。
民間では消防の消防防災ヘリコプターや警察の監視ヘリコプター、軍では軽貨物輸送、捜索救難、練習機など幅広い用途に使用されている。

## 開発
ベル 205（UH-1D/H）を双発エンジンにしたモデルであるベル 212は1968年に初飛行している。このベル 212の改良計画は1978年から本格開始された。初飛行は1979年8月3日、FAAの型式取得は1981年1月である。
型式取得した当月に納入が開始されている。その後、燃料搭載量と離陸重量を高めるなどの改良を加えたベル 412SP (Special Performance) が開発された。1991年には、変速機を改善した412HP (High Performance) も開発された。その後、デュアル・デジタル自動飛行制御システムを備えた412EP (Enhanced Performance) が生産され、その軍用派生型としてCH-146グリフォンが開発され1992年に初飛行した。
2013年3月にはFADECを装備したPT6T-9エンジンに換装し、完全統合型グラスコックピットとするなどの改良を加えた最新型412EPIが公開された。

### UH-X・412EPXの開発
2015年7月17日、防衛省は陸上自衛隊のUH-1J/Hの後継となる次期多用途ヘリコプター（UH-X）として本機ベースの案を選定した。開発計画は防衛省が主導する計画ながら、輸出を含め自衛隊以外の用途を視野に開発する初のケースとなる。2018年12月25日、初飛行。供試機（プロトタイプ）は、2019年2月28日、XUH-2として領収、3月8日明野駐屯地に搬入された。
2021年6月25日、防衛省はUH-Xの開発試験が終了し、UH-2多用途ヘリコプターとして運用を開始することを発表した。
民間型については412EPXと命名され、2018年7月5日にFAAの型式証明を取得した。この民間型に関してSUBARUはファーンボロー国際航空ショーにおいてベルと事業協力を発表している。
製造に関しては、SUBARUとベルのそれぞれの拠点で行うのではなく、日本に集約することでコスト低減を図る。SUBARUは2018年1月18日に宇都宮製作所（宇都宮市）の南工場内に航空機の整備工場を完成させており、これが陸上自衛隊向けの新型多用途ヘリコプター「UH-2」や民間機「412EPI発展型機」用の整備工場となる。SUBARUは新工場の建設により、整備能力を従来比で約3割増の年間130機に引き上げる計画である。

### 富士ベアリングレスローター
富士重工業（現・SUBARU）ではベル 412SPを実験母機とし、独自に開発した富士ベアリングレスローター（FBR）を装備させ試験を実施していた。このローターはGFRP製のフレックスビームおよびブレードとCFRP製ピッチスリーブなどから成り、高速性能や航続距離の向上、振動や騒音の低減を目指していた。実験機は1996年3月29日に初飛行しそれから4か月にわたって50回以上の試験を実施した。試験の結果、振動については素のベル 412と比較して120knあたりでは側面方向に対しては低く垂直方向に関してはやや高くなりそれほど差は出なかったが、騒音については素のベル 412に対して低空飛行時に1.5dB、アプローチで0.7dB、離陸で0.5dBと下回る結果となった。また水平飛行性能については最大速度が5kn程度増加し、必要馬力も減少するなど好結果を収めている。

## 設計

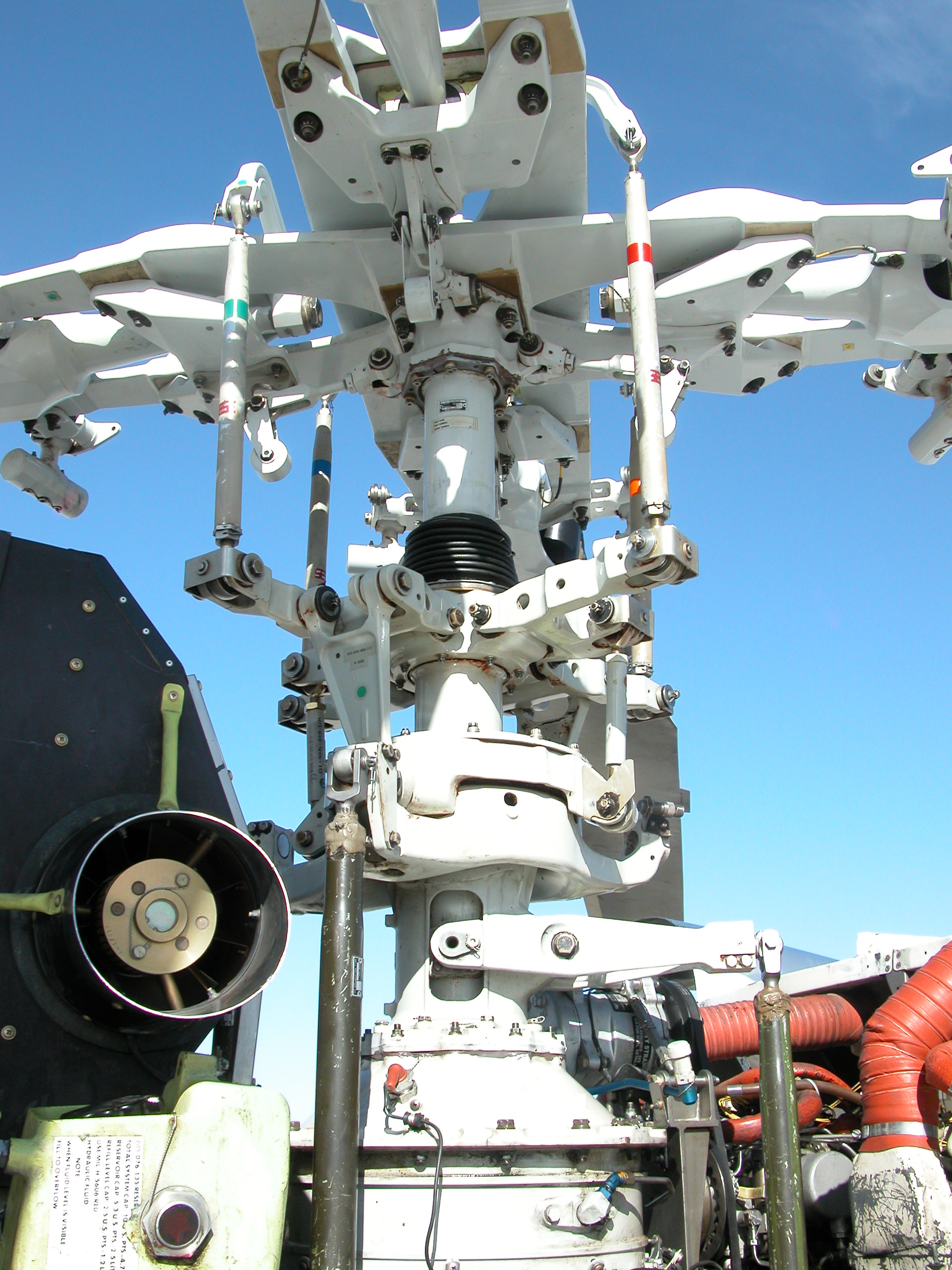
ロータヘッド

主に改良された箇所はローターであり、複合材製の4枚ブレードを採用する。このブレードはノーメックスでできたハニカムコアをガラス繊維で包んで互いに結合しており、内部には凍結防止用のヒーターマットを組み込んでいる。ローター・ヘッドは鋼と軽合金製でエラストメリック・ベアリングやダンパーが装備されている。エラストメリック・ベアリングにより機械的なヒンジと重い粘性ダンパー両方の排除を実現し、これにより巡航速度は約40km/h速くなり、機内の振動や騒音が減少した。また、エラストメリック・ベアリングは潤滑を必要としないため、確認が目視検査でよくなった。そのほか、フレックスビームヨークで、迅速な制御応答性を提供しながらも、ローターの寿命を延ばすことを可能としたほか、システムを保護し、問題をパイロットに警告するのに役立つ主変速チップ検出器が搭載された。
胴体部については燃料タンクの容量が約50%増加し、コックピット内の操縦装置が一部変更されている以外はベル 212とほぼ同等であるため、ユーザーが追加した搭載機材の多くがそのまま使えることから、ベル 212の更新用としての採用も多い。

## 派生型

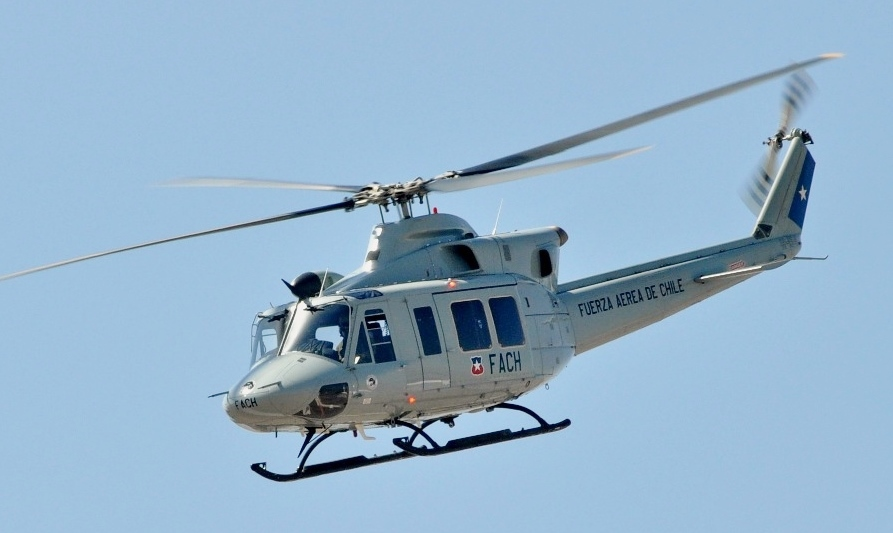
チリ空軍のベル412

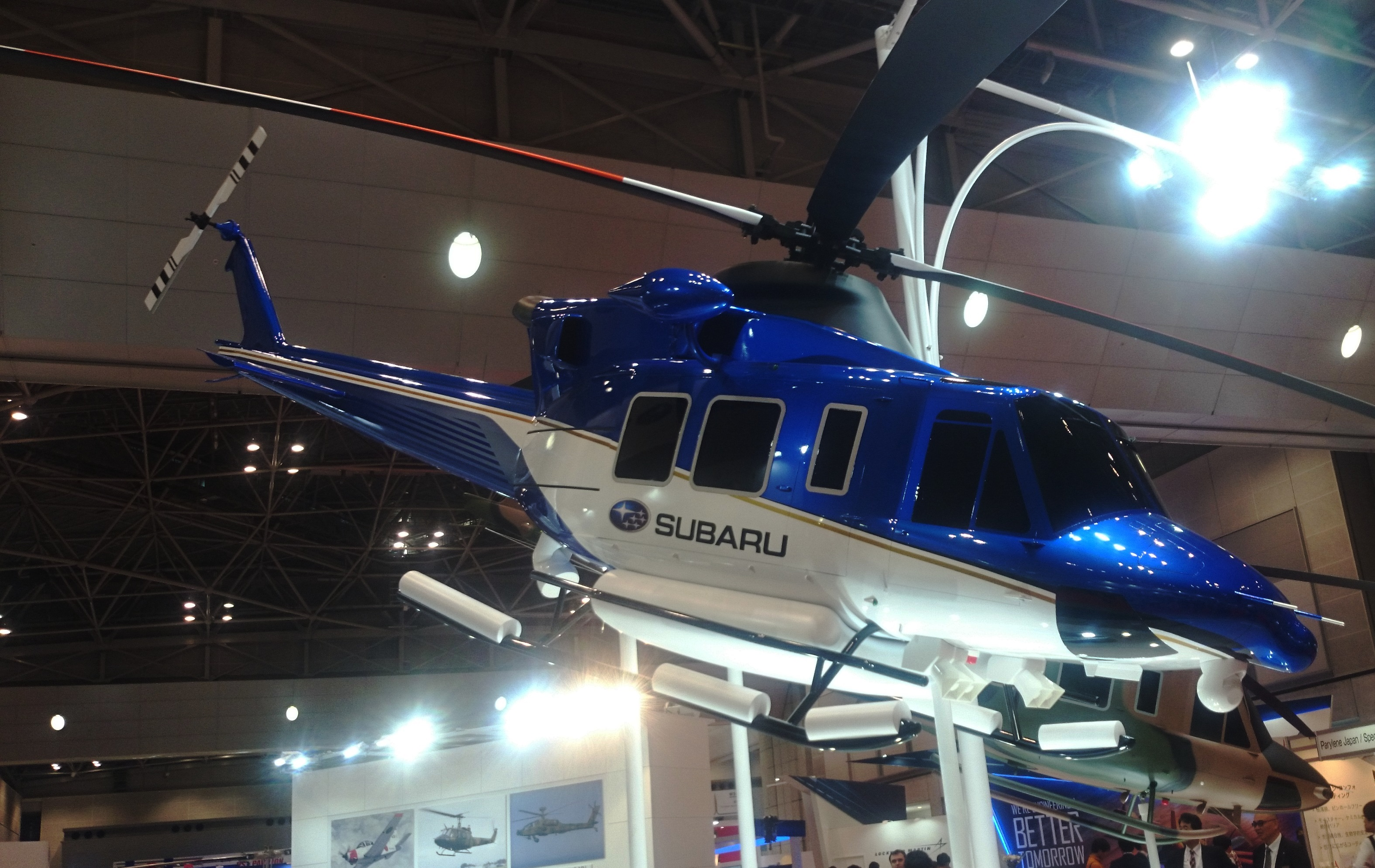
2016年の国際航空宇宙展において展示されたベル412EPI発展型の40%スケールモデル

ベル 412
初期量産型。「H-48輸送ヘリコプター」としてチリ空軍が採用。PT6T-3Bエンジン搭載。
ベル 412SP
エンジンをPT6T-3BFに換装・強化。燃料タンク容量を55%増加。
ベル 412HP
エンジンをPT6T-3BG、-3Dに換装・強化。ベル412SPからのアップグレードキットも提供されている。
N412AH
1986年6月に発表された攻撃ヘリコプター型。
最大速度は220kph。ルーカスエアロスペース製50口径（12.7mm）の機銃タレットとAH-1Sと同様のスペリー(ハネウェル)ヘルメットマウントサイト、スタブウィングを装備。
タレットには、875発の銃弾を装備でき重量は188kg、30分以内に取り外しが可能。可動範囲はアジマス方向に110度、エレベーション方向に+15、-45度である。FNハースタルの7.62mmガンポッド、70mmロケット弾、M240E1ドアガン、M621 20mmガンポッドを装備できる。
デモンストレーター（C/N 33119）が作られたが量産されず。
ベル 412EP
デュアル・デジタル自動飛行制御システム、PT6T-3Dエンジン搭載。後にBLRエアロスペース社が開発したファストフィン・システムを装備させている。これはテールブームに取り付けられる2枚のストレーキと後縁を切り欠いたヴァーティカルフィンで構成され、このシステムを装着することにより、従来より小さなパワーで飛行することが可能になり、ペイロードを1,250ポンド(約570kg)増やすことができるとしている。ベルは新造の412EPすべてに、このシステムを標準装備する。
ベル 412 センチネル
ヘリ・ダインシステムズによって開発された哨戒ヘリコプター型。
エクアドル海軍向けに開発されたが、注文がキャンセルされ作られた機体はデモンストレーターとなった。
ハネウェル製のRDR-1500Bレーダー、MDヘリコプターズ製スターバーストサーチライト、レーダー警報受信機、L-3 コミュニケーションズ製WESCAMセンサタレットおよびAN/AQS-18Aディッピングソナー、レイセオン製のMk46魚雷、ペンギン Mk 2 Mod 7対艦ミサイルから成るパッケージを装備する。
ベル 412CF（en:Bell CH-146 Griffon）
ベル 412EPをベースにしたカナダ軍向けの汎用輸送ヘリコプター。
ベル 412SA
サウジアラビア空軍向け。
ベル グリフィン HT Mk1
ベル 412EPを元にした高等訓練ヘリコプターで、1997年からイギリス空軍で運用されている。
ベル グリフィン HAR Mk2
412EPを元に開発された捜索・救難ヘリコプター。2003年からイギリス空軍で運用されている。
アグスタ・ベル AB 412EP
民間向けの汎用輸送型で、ライセンスを取得したイタリアのアグスタ社が製造。
アグスタ・ベル AB 412 グリフォーネ
アグスタ社が製造する軍向けの汎用輸送型機。
アグスタ・ベル AB 412 CRESO
機首下に地上監視レーダーを装備した型。
Nベル 412
インドネシアン・エアロスペース社がライセンス生産したベル 412。SP型、HP型、EP型のライセンスを獲得しておりそれぞれが製造されている。
Gandiwa
計画中のNベル412をベースとした攻撃ヘリコプター型。
AH-1 コブラと同様に胴体を細くして機首にセンサーとM230機関砲を装備、武装搭載用のスタブウイングも増設する。
ベル 412プラス
1999年に計画されたタイプで新しい動的コンポーネントとPT6CエンジンでMTOWを5.647kgに増加させ、ロジャー・クラトスのアビオニクスを搭載するもの。
開発は2001年初頭に終了した。
ベル 412EPI
ベル 412EPをベースにコックピットを10.4インチ液晶多機能ディスプレイ4基とガーミンGTN-750タッチパネル1基からなる完全統合型のベル BasiX Proとした。これにより、重要な飛行情報を一目で把握することができるようになり、より優れた状況認識力と安全性を確保した。エンジンはFADECを採用したPT6T-9を搭載。
SUBARU ベル 412EPX
SUBARUとベルによる共同開発機。
メイン・ローター・ギアボックスの強化、トランスミッションの出力向上、ドライラン能力（メイン・トランスミッション内の潤滑油が抜けた状態でも飛行可能な能力）を向上させ、最大全備重量を12,200ポンド（約5,500kg）まで増加、マスト・トルク出力向上11%（飛行速度60ノット[約111km/h]以下）、機体の耐久性の改善などを実施する。また、SUBARUが開発した金属表面加工技術や民間機の大量生産で培った高効率の生産技術なども投入される。コックピットはBasiX Proを引き続き採用するが、多機能ディスプレイにはRogerson Kratos製ディスプレイに替えてアストロナウティクスコーポレーションオブアメリカによる6インチx 8インチのBadger Pro +を搭載する。

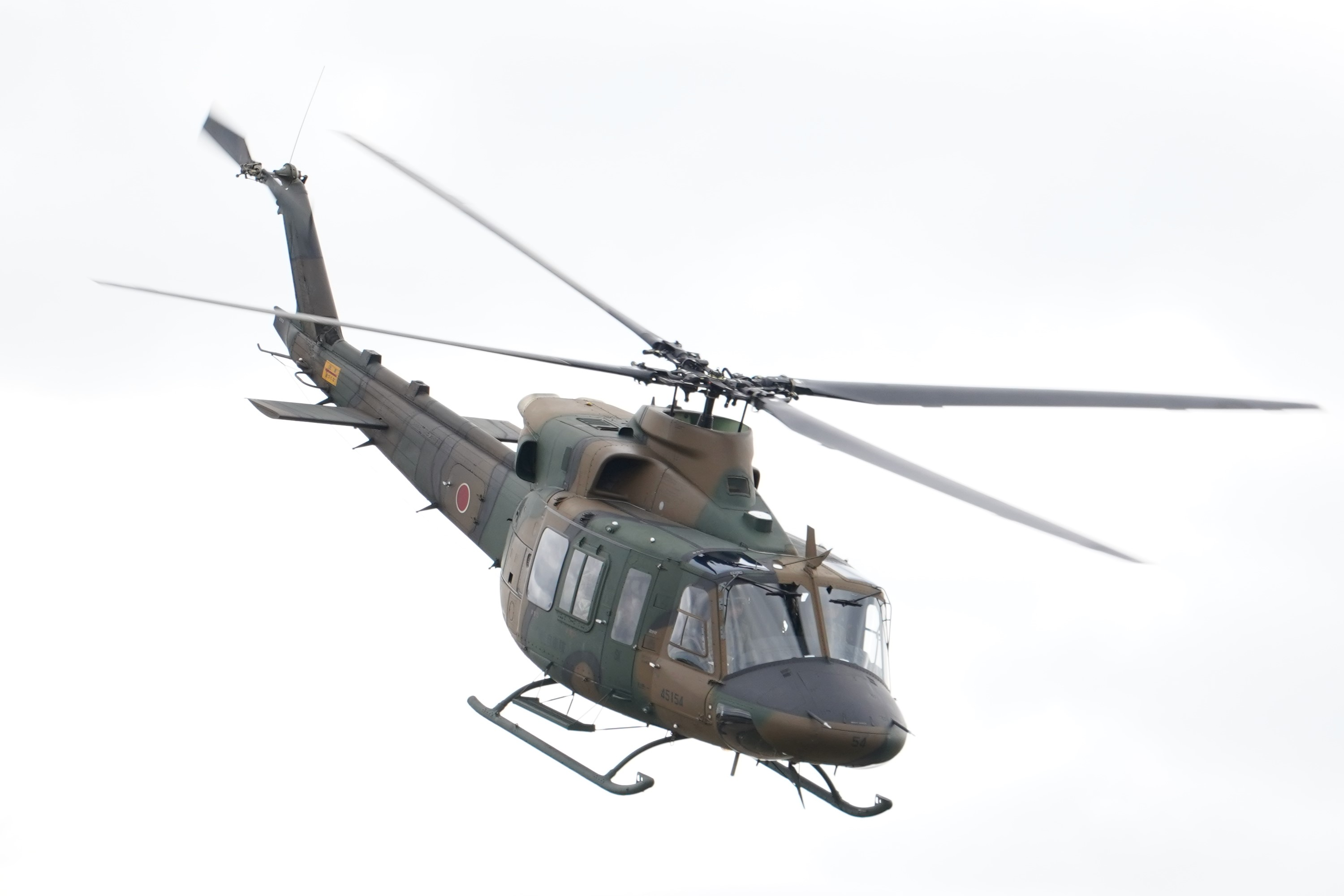
飛行する陸上自衛隊のUH-2

UH-2
SUBARU ベル412EPXをプラットフォームとした陸上自衛隊向けの機体。次期多用途ヘリコプター導入計画UH-Xとして開発された。
コックピットを改良し、ヘリコプター映像伝送装置（ヘリテレ）または赤外線監視装置を搭載する予定。
2021年6月24日までに開発を完了し部隊使用が承認された。2021年度より部隊配備が始まる。

## 運用国

### 軍用

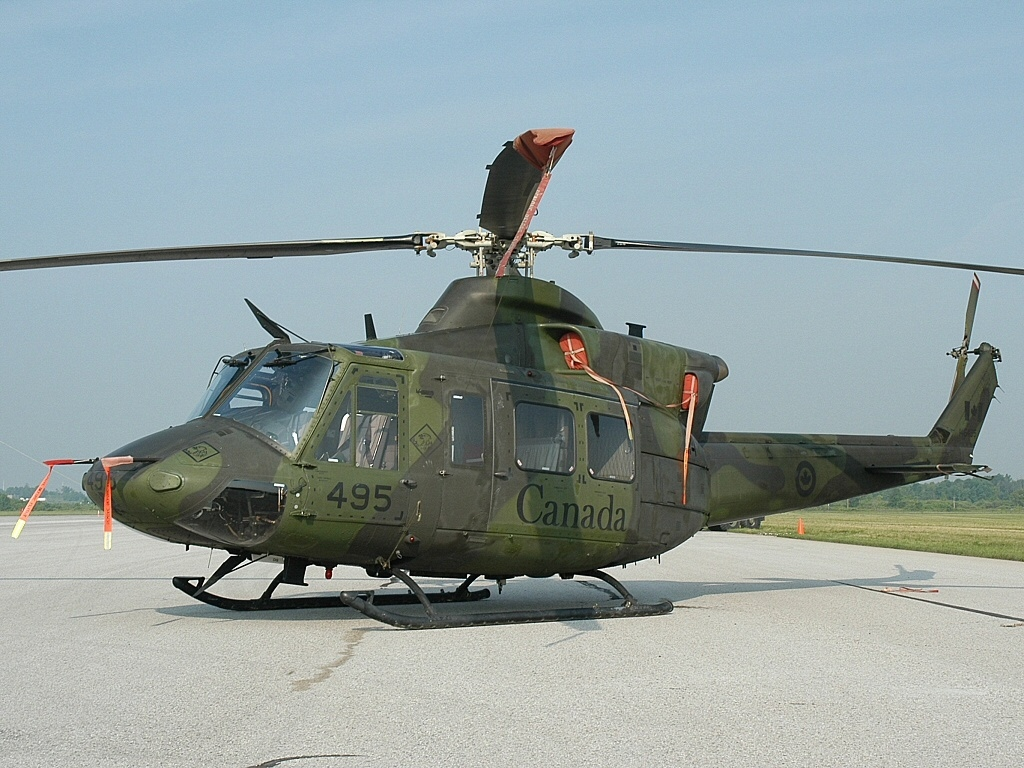
カナダ空軍のCH-146

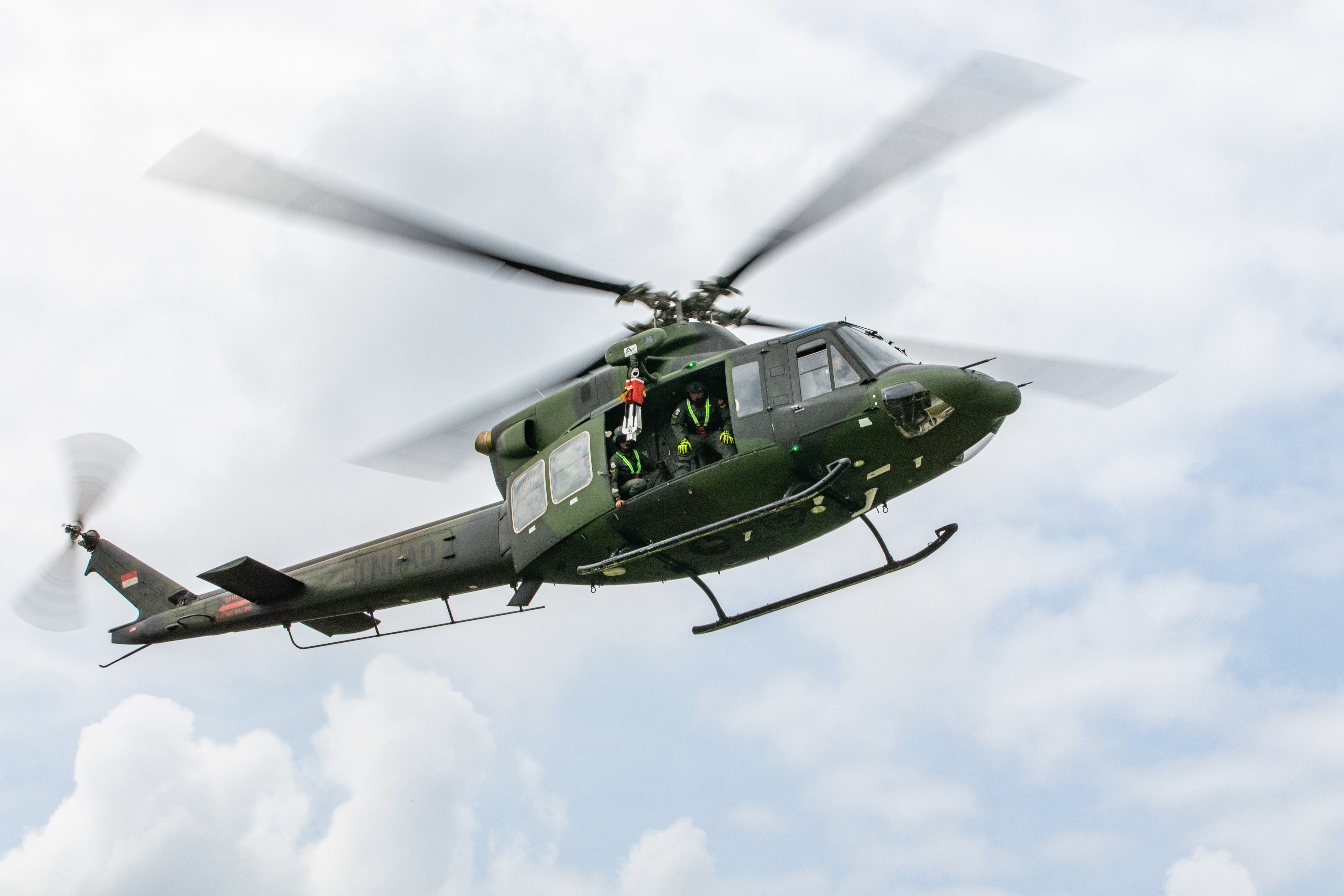
インドネシア陸軍のベル412

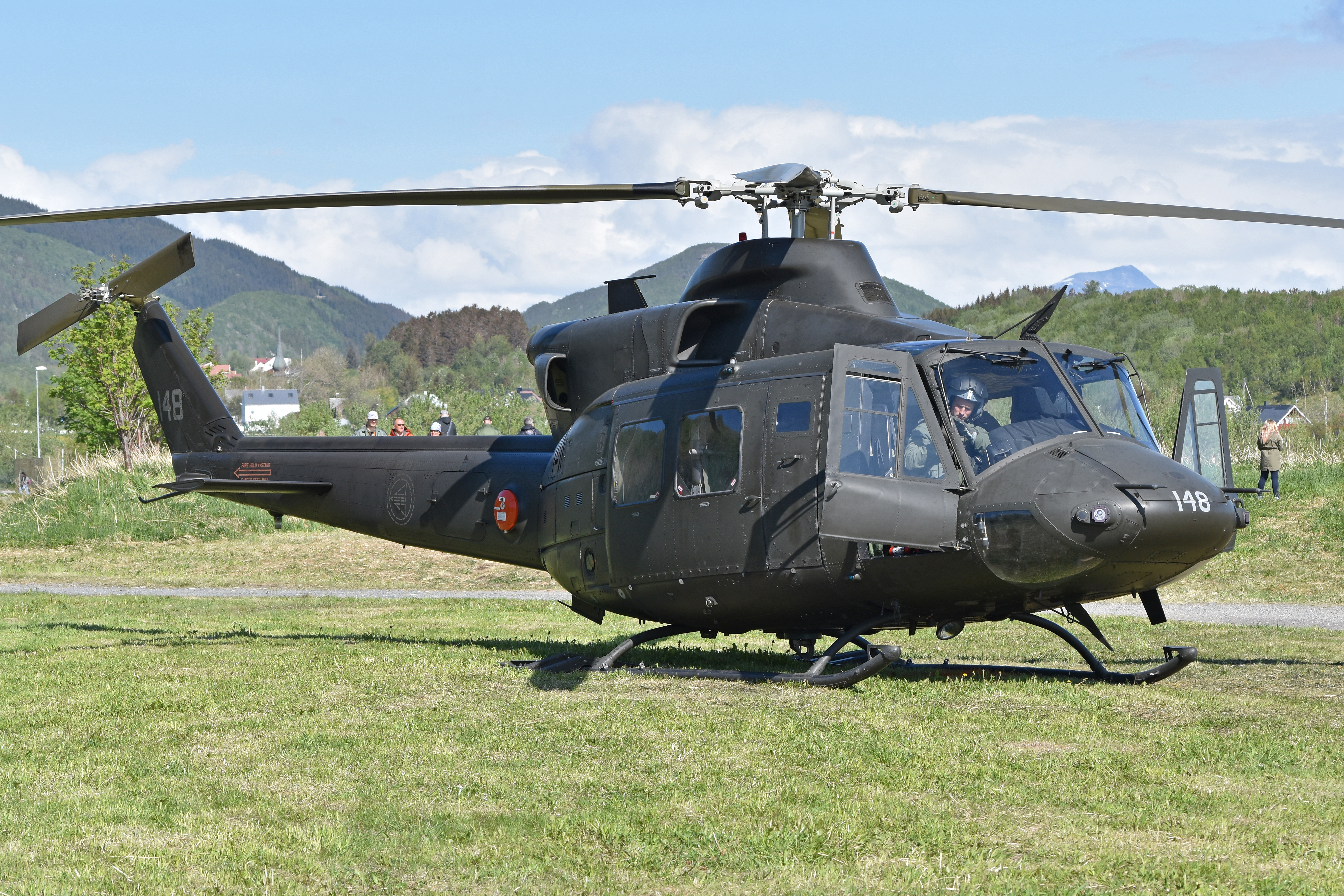
ノルウェー空軍のベル412SP

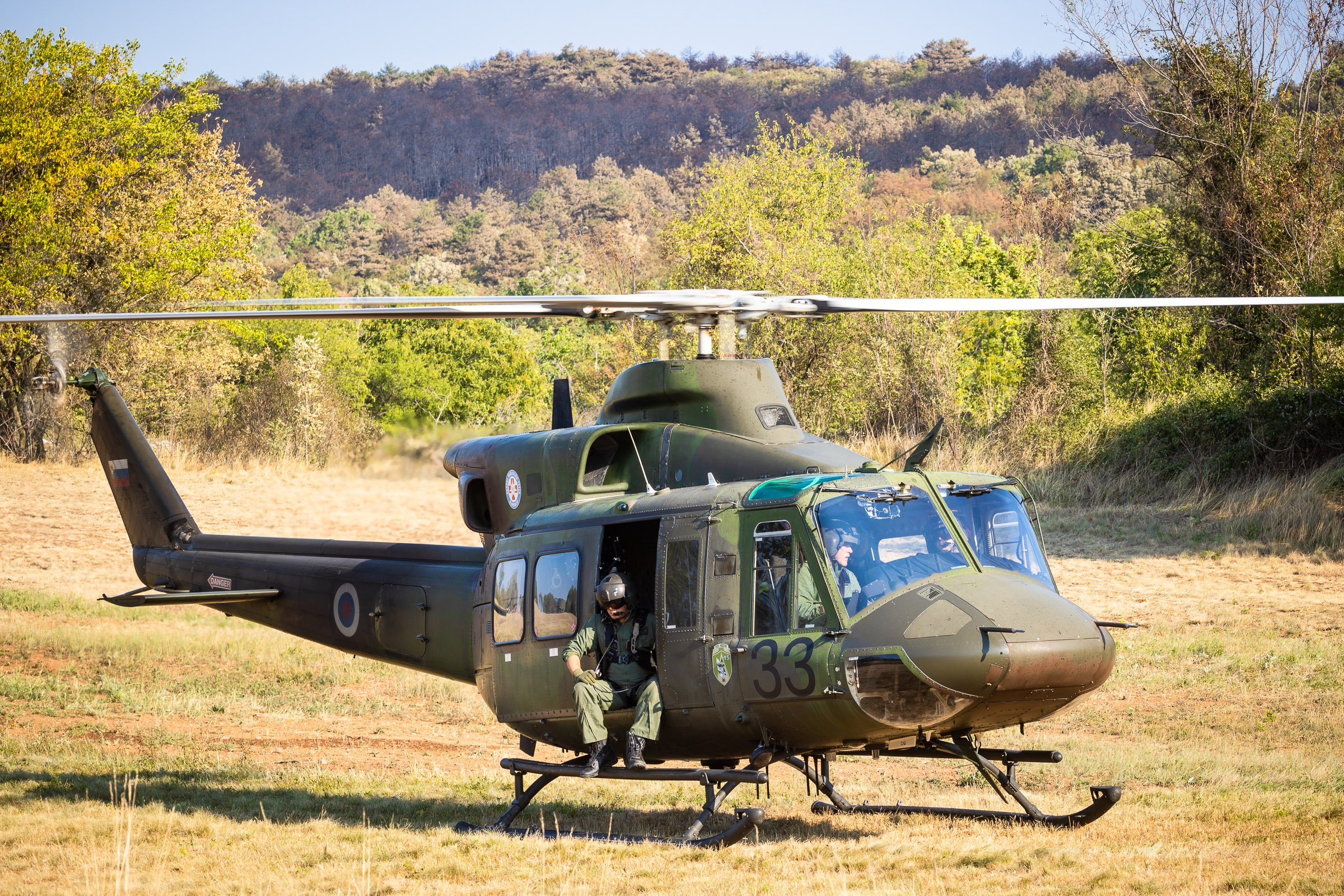
スロベニア空軍のベル412

アルジェリア
- アルジェリア空軍[28]

 アルゼンチン
- アルゼンチン空軍[28][29]

 アゼルバイジャン
- アゼルバイジャン空軍

2024年時点で、3機のベル412を保有。
 ボツワナ
- ボツワナ国防軍[28]

 カナダ
- カナダ空軍カナダ空軍のCH-146

 チリ
- チリ空軍[28]

 コロンビア
- コロンビア海軍[28]

 ドミニカ共和国
- ドミニカ空軍（2機注文）[28]

 エルサルバドル
- エルサルバドル空軍

2024年時点で、4機のベル412EPを保有。
 エリトリア
- エリトリア空軍[28]

 ガボン
- ガボン空軍

2024年時点で、1機のAB412を保有。
 ガーナ
- ガーナ空軍[28]

 グアテマラ
- グアテマラ空軍 [28]

 ガイアナ
- ガイアナ防衛軍[28]

 ホンジュラス
- ホンジュラス空軍[28]

 インドネシア
- インドネシア陸軍[28]
- インドネシア海軍[28]インドネシア陸軍のベル412

 イタリア
- イタリア陸軍[28]

 ジャマイカ
- ジャマイカ国防軍

2024年時点で、ベル412EPを1機運用し、1機を保管中。
 レソト
- レソト防衛軍[28]

 メキシコ
- メキシコ空軍[28]

 モロッコ
- モロッコ海軍

2024年時点で、哨戒ヘリコプターとして2機のベル412EPIを保有。
 オランダ
- オランダ空軍[28]

 ノルウェー
- ノルウェー空軍[28]

「アラパホ」(Arapaho)の愛称がつけられている。
 パキスタン
- パキスタン空軍[28]
- パキスタン陸軍[28]

 パナマ
- パナマ公共軍[28]

 ペルー
- ペルー空軍[28]

 フィリピン
- フィリピン空軍

412EPを8機。5機が戦闘用、3機をVIP機として運用する。
2018年2月6日に412EPI 16機を発注したが、人権団体から政府治安部隊による人権侵害の疑いが指摘されたため、カナダ政府は軍事目的で使用する場合には販売を見直すとした（ケベック州で生産されているため輸出には政府の許可が必要となる）。この結果、フィリピンは2月14日に契約解除した。
2020年2月にアメリカよりアップグレード済みの3機の供与を受けることが下院にて承認された。
 ポーランド
- ポーランド空軍

 サウジアラビア
- サウジアラビア空軍[28]

 スロベニア
- スロベニア空軍及び防空軍[28]スロベニア空軍のベル412

 韓国
- 大韓民国空軍[28]
- 海洋警察庁[41][42]

 スリランカ
- スリランカ空軍[28]

 タイ
- タイ王国空軍[28]
- タイ王国国家警察庁[43]

 チュニジア
- チュニジア空軍

2026年6月に12機のベル412EPXを発注。
 トルコ
- トルコ沿岸警備隊[45]

 アラブ首長国連邦
- アラブ首長国連邦空軍[28]

 ベネズエラ
- ベネズエラ陸軍[28]
- ベネズエラ海軍[28][46]

 ジンバブエ
- ジンバブエ空軍[28]

### 政府

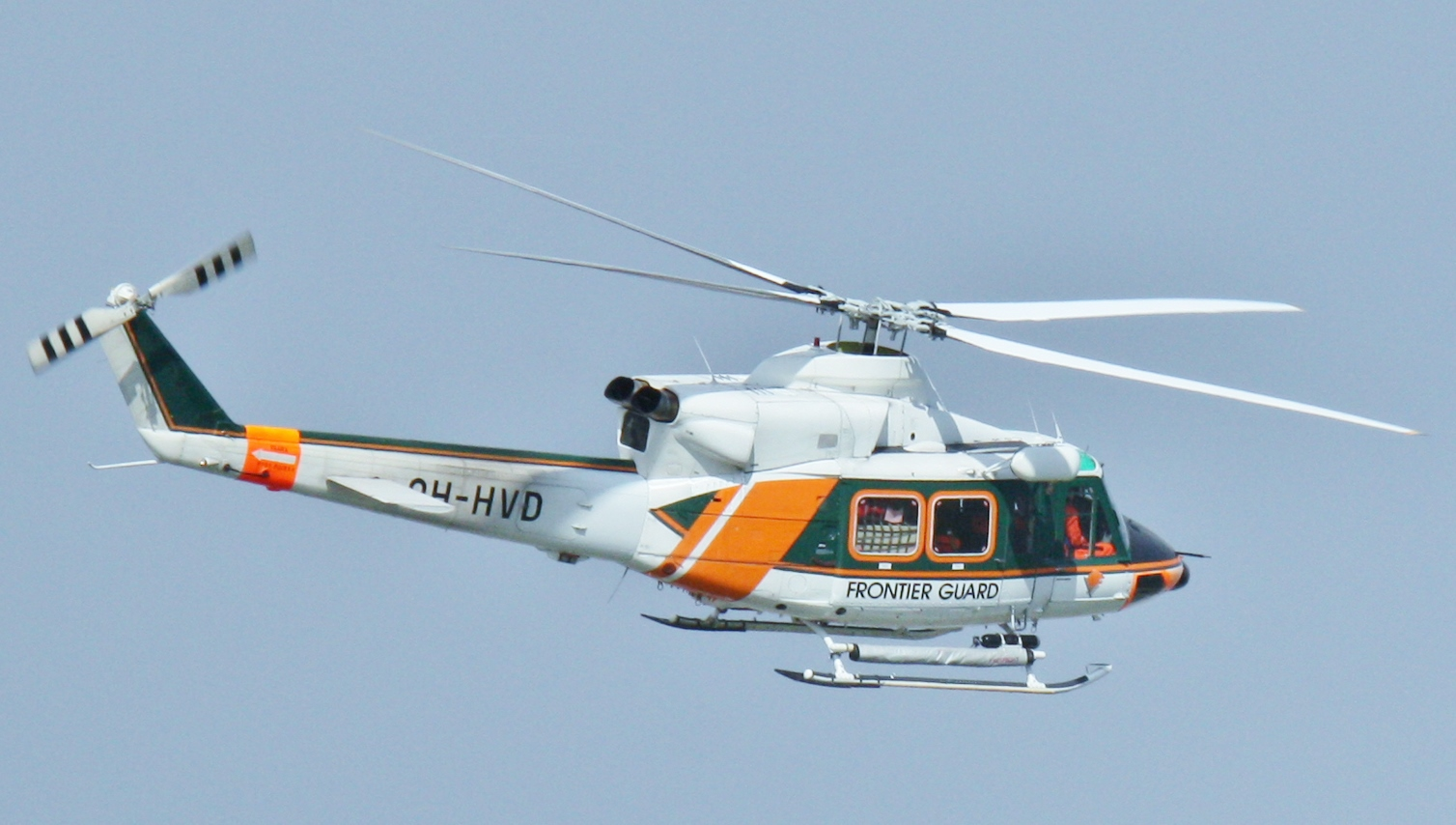
フィンランド国境警備隊のアグスタベルAB-412

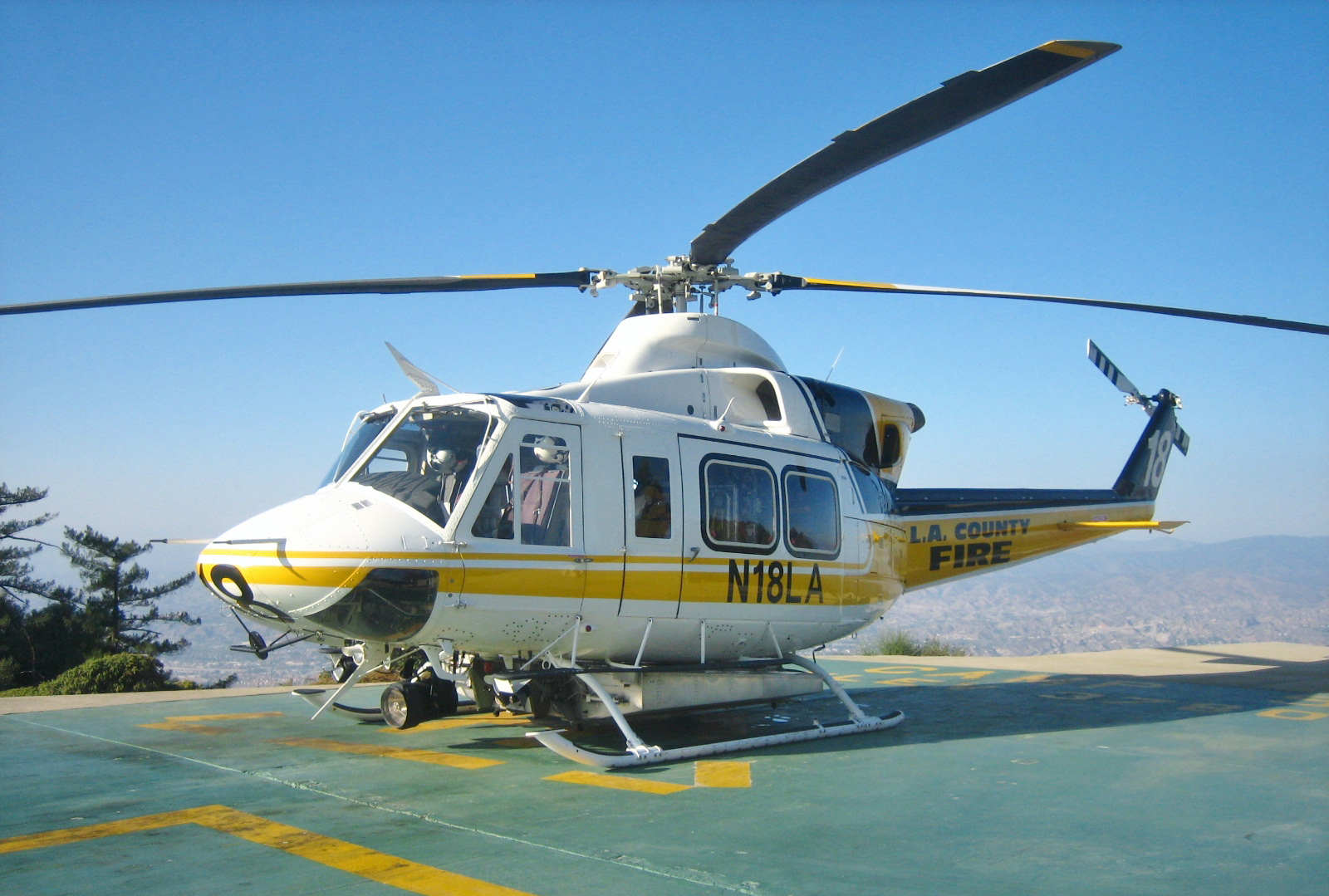
ロサンゼルス郡消防部門のベル412

オーストラリア
- オーストラリアンヘリコプターズ[47]
- クイーンズランド州緊急事態管理[48]
- ニューサウスウェールズ州警察[49]

 ボスニア・ヘルツェゴビナ
- サラエボ州内務省[44]

 ブラジル
- 連邦警察[50]

 カナダ
- Surete du Quebec[51]
- カナダ国立研究評議会[52]

 クロアチア
- クロアチア内務省[44]

 チェコ
- チェコ共和国警察[53]

 フィンランド
- フィンランド国境警備隊[54]

 イタリア
- カラビニエリ[55]
- Guardia di Finanza[56]

 スロベニア
- スロベニア国家警察[57]

 アメリカ合衆国
- シカゴ消防署[58]
- デラウェア州警察[59]
- ロサンゼルス市消防局[60]

- ロサンゼルス郡消防局[61]
- マイアミデイド郡消防署[62]
- ニューヨーク市警察[63]
- オレンジ郡消防機関[64]
- サンディエゴ消防庁[65]
- アメリカ公園警察[66]

### 日本における採用
日本では消防防災航空隊や警察航空隊、海上保安庁などにも多数採用されている。

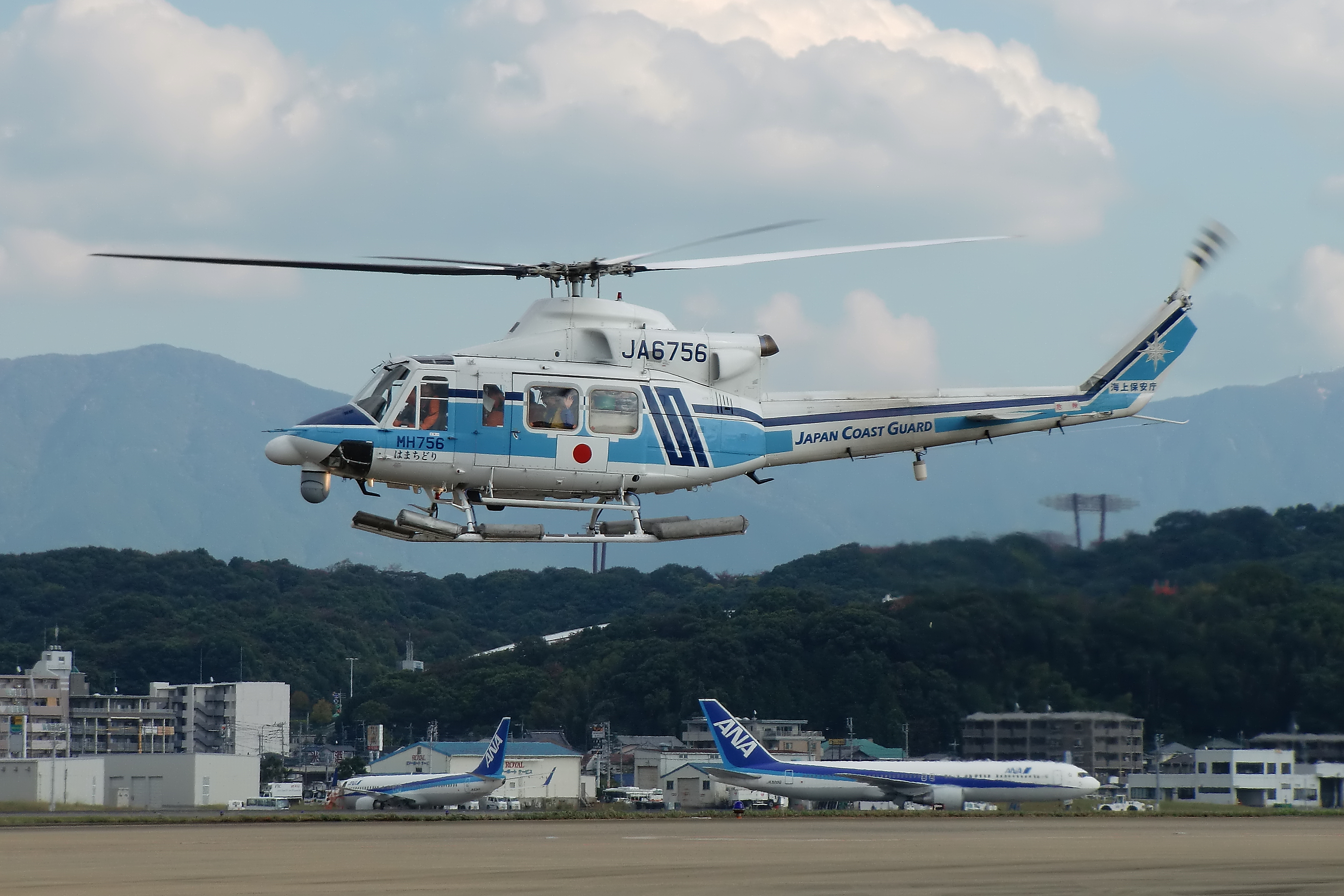
海上保安庁のベル412EP

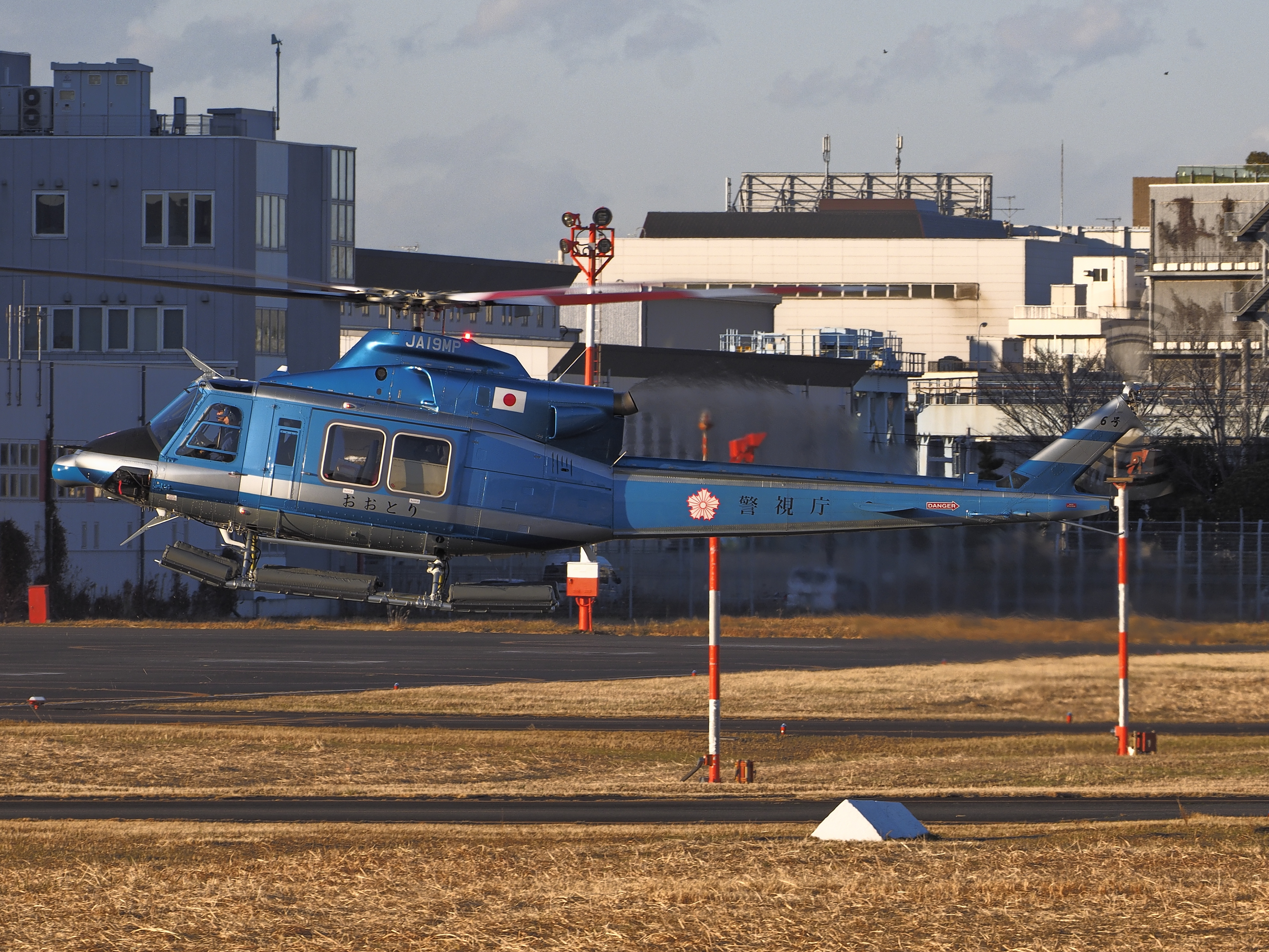
警視庁航空隊の412EPX

自衛隊向けのUH-2（民間型はベル412EPX）の調達価格は2021年から20年かけて1機12億円で150機を調達する予定。中期防衛力整備計画 (2019)で1機約18億円で34機、令和3年度補正予算では1機約19.5億円で13機調達される。
民間型の412EPXに関しては2019年のパリ国際航空ショーにおいて、日本の警察庁から1機受注、岩手県警察に配備予定であることが発表された。2022年には、国土交通省中部地方整備局及び海上保安庁からも受注を得ている。

## 要目(412EP)
出典：International Directory of Civil Aircraft, Bell 412EP Product Specifications
- 乗員：1-2名
- 乗客：13名、約6,614ポンド（3,000kg）の最大外部負荷
- 主ローター直径：14.0m
- 全長：17.1m（胴体長 13.1m）
- ローター直径： 14m
- 全高：4.6m
- エンジン：プラット・アンド・ホイットニー・カナダPT6T-3Dターボシャフトエンジン（出力 900軸馬力）2基（ツインパック）
- 空虚重量：3,079kg
- 最大離陸重量：5,397kg
- 航続距離：約662km
- 最大速度：約260km/h=M0.21
- 巡航速度：約226km/h=M0.18
- 実用上昇限度：6,096m
- 上昇率：6.86m/s
- パワーウェイトレシオ：437W/kg